# 18610 Артурдент
18610 Артурдент (18610 Arthurdent) — астероїд головного поясу.
Тіссеранів параметр щодо Юпітера — 3,403.